# کلی ریکون
کلی ریکون (انگلیسی: Kelly Rickon؛ زادهٔ october ۲۷, ۱۹۵۹ (۶۵ سال)) ورزشکار روئینگ اهل ایالات متحده آمریکا است.
وی در مسابقات کشوری و بین‌المللی در مجموع برندهٔ ۱ مدال نقره شده‌است.